# 大阪府立高槻北高等学校
大阪府立高槻北高等学校（おおさかふりつ たかつききたこうとうがっこう、英語: Osaka Prefectural Takatsukikita Senior High School）は、大阪府高槻市別所本町にある公立高等学校。

## 概要
1977年に開校した。全日制普通科を設置している。略称は「北高」（きたこう）、「高北」（たかきた）。
高槻市北部の丘陵部に位置する。多様な進路に対応するためのカリキュラムを組んでいる。2005年には大阪府教育委員会の「府立高等学校経営革新プロジェクト事業」に指定され、「北高学力向上プロジェクト」として学力の向上に取り組んでいる。
2012年入学の36期生から、教員を目指す生徒向けの「教志コース」を設置している。教志コースでは2・3年次に、教育学にかかわる内容や、初等教育・幼児教育の基礎的な内容を学ぶ。コースの専門授業では、大学教員による出張講義や、高槻市内の幼稚園・保育所・認定こども園・小学校・中学校での体験学習も設定されている。

## 沿革
1970年代の高校生急増期に対応する新設高等学校のひとつとして、1976年に設置の予算が大阪府議会で承認され、設置工事を経て翌1977年に現在地に開校した。

### 年表
- 1976年4月 - 大阪府議会において「大阪府立第107高等学校」（仮称）設立のための予算を議決。
- 1976年6月16日 - 第一期工事着工。この日を創立記念日とする。
- 1976年12月17日 - 大阪府条例の改正により、大阪府立高槻北高等学校の設置が大阪府議会で議決される。
- 1977年1月1日 - 大阪府条例により、大阪府立高槻北高等学校を設置。
- 1977年4月1日 - 開校。全日制普通科を設置。
- 2012年 - 教志コースを設置。

## 出身者
- 池下卓 - 衆議院議員
- 小畑隆彦 - ミュージシャン
- 宗我部英久 - 四国放送アナウンサー
- 笑福亭羽光 - 落語家
- 陣崎草子 - 絵本作家[3]
- 本上まなみ - 女優
- 山本巧 - 国土交通技官[4]

## 関係者
- 奥谷彰男 - 元サッカー審判員、元校長（2017年4月着任[5]-2020年3月定年退職[6]）

## 交通
- 高槻市営バス 磐手校前バス停 北西約500m
- 高槻市営バス 古曽部台バス停 北東約300m
- 高槻市営バス 別所本町公園北バス停 北250m
- JR京都線 高槻駅 北東約2.03km
- 阪急京都線 高槻市駅 北2.02km